# Nakheel Tower
Nakheel Tower (wcześniej: Tall Tower, Al Burj) – projektowany przez Al Nakheel Properties drapacz chmur, który miał stanąć w Dubaju. Jeśli zostanie wybudowany, będzie stał w centrum Dubai Waterfront, które jest budowane przez firmę Al Nakheel, budująca także słynne Palm Islands. Nakheel Tower byłby w chwili otwarcia najwyższym wieżowcem na świecie z wysokością wynoszącą co najmniej 1000 m, i pokonałby takich rywali jak: Burdż Chalifa (828 m), Chicago Spire (610 m) czy Freedom Tower (541 m). Tak jak w przypadku Burdż Chalifa, początkowo oficjalnie podano jedynie, że budynek będzie miał co najmniej 700 m, ale prawdziwa wysokość jest tajemnicą. Obecnie wiadomo oficjalnie, że wieżowiec miał mieć przynajmniej 1400 metrów i minimum 200 pięter. Całkowita ostateczna wysokość nie jest znana, podejrzewa się, iż miałaby ona wynosić najprawdopodobniej z iglicą 1400-1600 metrów.
Początkowo budynek miał się nazywać The Pinnacle oraz miał się znajdować na Palm Islands, ale zmieniono plany i budynek miałby powstać na Dubai Waterfront, ze względów estetycznych. W listopadzie 2007 rozpoczęto badawcze wiercenia gruntu w miejscu budowy wieżowca. Prace konstrukcyjne miały rozpocząć się w maju 2009 r. Jednakże po kryzysie finansowym w 2009 r. projekt anulowano.